# Львівська Хоругва у битві при Грюнвальді
Львівська хоругва в битві  при Грюнвальді (або хоругва землі Львівської — 1410 р.) — загін лицарів з львівських земель, який брав участь у битві при Грюнвальді 1410 року.
Прапором хоругви було блакитне полотно із золотим левом, що ніби здирається на скелю (свідчення хроніста Яна Долгуша). Не відомо, чи на той час голову лева прикрашала корона. Також збереглось зображення гербу хоругви у гербовнику Яна Долгуша.
Здиблений лев як геральдична фігура на теренах історичної Галичини відомий на століття раніше за битву під Грюнвальдом і вперше зафіксований на печатці грамоти 1316 року (на думку Б.Барвінського, печатка належала королю Леву Даниловичу), тобто ще в епоху Галицько-Волинської держави.
Пізніше даний символ фігурував у гербах усіх правителів Королівства Русь, на руських монетах, а також був присутній на міській геральдиці Львова, що свідчить про тяглість традиції протягом усього XIV ст. Тобто геральдика хоругви лицарства Львівської землі у битві під Грюнвальдом була прямою спадкоємицею геральдики Галицької Руси. Існує думка, що поява лева у геральдиці руських правителів пов'язана із отриманням титулу короля Данилом Галицьким (1254 р.) та при утвердженні відповідних королівських атрибутів.

## Учасники битви
Відомості про учасників хоругви не збереглися, тому її ймовірне наповнення та вигляд  визначалися за аналітичними дослідженнями учасників Львівського Братерства Паладинів: В. Федорінином, С.Холодом та А. Леськівом.
Проводився аналіз переліку руських (українських) лицарів, що жили на львівських землях та несли військовий обов'язок.
Власне військовим обов'язком називали зобов'язання слугувати королю  «списом» та виставляти до війська певну кількість стрільців (арбалетників або лучників).
Військовою одиницею слугував «спис», що складався з самого лицаря, його найближчих родичів та зброєносців, які могли бути і неповнолітніми, та певною кількістю лучників. Цих лучників набирали із сіл, що належали лицарю. В загальному «спис» налічував у середньому від 5 до 10 людей.
Відповідно до кількості лицарів та шляхетних сімей, які жили у та навколо Львова, кількість «списів» могла перевищувати 300, тобто загальне число вояків хоругви наближалось до 1000.
Імена, які пов'язують з хоругвою, це Іванко Сушик з Романова, Станіслав Коритко («спис» та 5 лучників), лицар роду Попелів («спис» та 4 лучника), Драгин Волох (2 «списа» та 9 лучників), Данило Задеревенецький (2 «списа» та 10 лучників), Ходко Черемиш («спис» та 6 лучників).

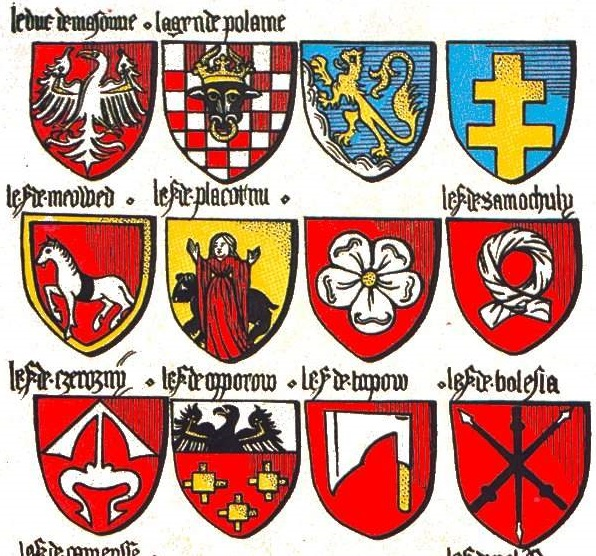
Герб Львівської Хоругви в гербровнику

## Сучасне представлення

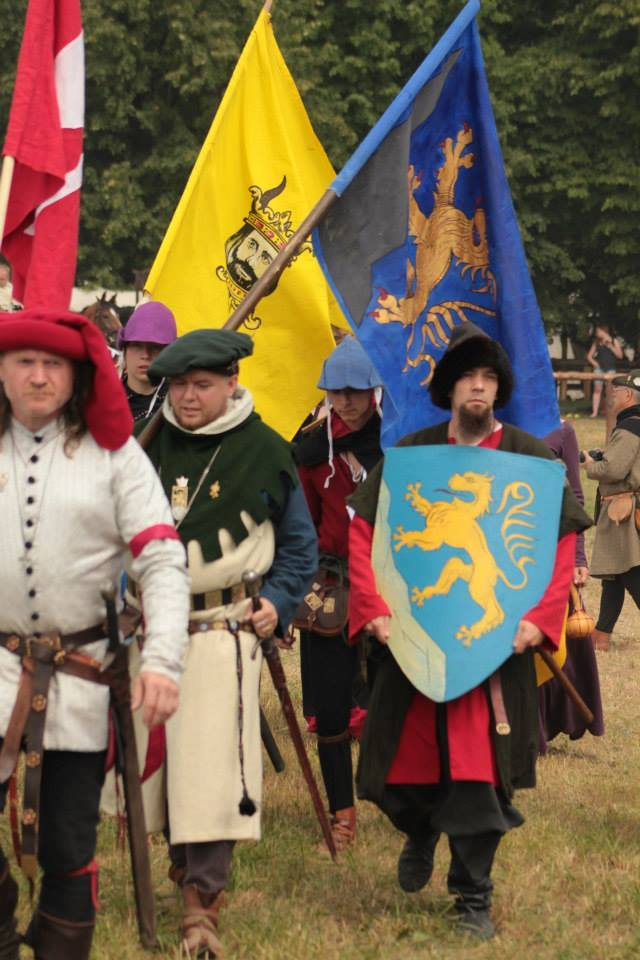
Преставлення гербу Хоругви у 2014р

З 2014 року на Грюнвальдській битві Львівська хоругва відтворена та постійно представлена на щорічній інсценізації Bitwa pod Grunwaldem [Архівовано 21 лютого 2021 у Wayback Machine.] завдяки зусиллям учасників Лицарського ордену Паладинів після трирічних перемовин із польською владою та історичним товариством. З 2017 року до відтворення долучились учасники клубу "Айна Бера". 